# Daniel Powter (album)
Daniel Powter (lub DP) – drugi album studyjny piosenkarza Daniela Powtera.

## Lista utworów
1. "Song 6"
2. "Free Loop"
3. "Bad Day"
4. "Suspect"
5. "Lie to Me"
6. "Jimmy Gets High"
7. "Styrofoam"
8. "Hollywood"
9. "Lost on the Stoop"
10. "Give Me Life"
11. "Stupid Like This" (Japan Bonus Track)